# ダンテ・コッレ
ダンテ・コッレ (Dante Colle、1994年8月2日 - )は、アメリカ合衆国のゲイポルノ男優。

## 経歴
18歳の時にアダルト映画の求人を見つけ応募、2週間後にCorbin Fisherの作品の撮影を始める。
それからはゲイ向け作品のみならず、バイセクシャル作品やトランスジェンダーとの絡みも積極的にこなす。これについてダンテ自身はどちらも自分の中での比重は一緒だと語っている。
ポルノスターとしては数々のノミネートや受賞歴を持ち、その中にはXBIZ賞の最優秀年間パフォーマー賞やXRCO賞の2022年最優秀俳優賞も含まれる。
2024年のXBIZ賞では4部門にノミネートされ、トランス部門の最優秀セックスシーン賞を受賞した。

## 受賞
- XBIZ賞 - 最優秀年間パフォーマー（2021年）
- XRCO賞 - 最優秀俳優（2022年）
- AVNアワード - ニッチ・スペシャリティ俳優賞 (2024年)